# Claude Gauthier
Pour les articles homonymes, voir Gauthier et Claude Gauthier (homonymie).
Claude Gauthier est un  chanteur, auteur-compositeur et acteur québécois né le 31 janvier 1939 à Lac-Saguay (Québec, Canada).

## Biographie
Claude Gauthier vient d'une famille où la musique était présente. Son père était maître chantre à la grande messe du dimanche et sa mère jouait du piano.  
À 20 ans, il remporte le prix du concours radiophonique Les étoiles de demain à CKVL avec sa composition intitulée Le soleil brillera demain.

## Filmographie
Comme acteur
- 1967 : Entre la mer et l'eau douce de Michel Brault : Claude Tremblay
- 1974 : Les Ordres de Michel Brault : Richard Lavoie
- 1975 : Partis pour la gloire de Clément Perron : Le vicaire Salois
- 1976 : La Piastre : Claude, ami de Robert
- 1980 : Cordélia de Jean Beaudin : Cure Pineau
- 1986 : Qui a tiré sur nos histoires d'amour : Michel
- 1986 : Henri : Roch Chabot
- 1986 : La Guêpe
- 1987 : Les enfants de la rue : Danny, d'Yves Dion
- 1989 : Chambres en ville (série télévisée) : Charles
- 1989 : Le royaume ou l'asile, de Jean Gagné et Serge Gagné :
- 1991 : Le Violon d'Arthur (TV) et film de Jean-Pierre Gariépy : Arthur Leblanc
- 1991 : L'homme de rêve, de Robert Ménard :
- 1992 : Bombardier (feuilleton TV) :
- 1994 : Pour l'amour de Thomas (TV) : Jean-Marie
- 1994 : La Fête des rois, de Marquise Lepage
- 1995 : Les grands procès (TV) : Juge Pelletier
- 1997 : La Vengeance de la femme en noir de Roger Cantin : Bande à Magoo
- 1998 : Réseaux (série télévisée) : Albert Cardinal
- 1999 : Quand je serai parti... vous vivrez encore de Michel Brault : Père de François-Xavier Bouchard
- 2008 : Cinéma québécois : la politique, de Jean Roy et Georges Privet

Comme narrateur
- 1975 : Norval Morrisseau : un paradoxe, de Henning Jacobsen et Duke Redbird
- 1981 : Les dompteurs de vent, d'André Gladu
- 1996 : La conquête du grand écran, d'André Gladu

Comme compositeur
- 1967 : Entre la mer et l'eau douce
- 1969 : Notre jeunesse en auto-sport
- 1991 : Un homme de parole

## Discographie
Albums
- 1961 : Chante Claude Gauthier (rééd. 1962 : Sings the Songs of Claude Gauthier)
- 1962 : Partance
- 1965 : Salut
- 1967 : Geneviève
- 1969 : Cerfs-volants
- 1972 : Le plus beau voyage
- 1976 : Les plus beaux instants - Live à L'Outremont, 18 octobre 1975 (rééd. CD en 1993 avec 7 titres inédits)
- 1977 : Ça prend des racines
- 1984 : Tendresses.O.S
- 1991 : Planète cœur
- 1993 : L'agenda
- 1998 : Jardins
- 1998 : Au temps des boîtes à chansons (en public, 1962, avec 3 titres inédits)
- 2001 : L'homme qui passait par là
- 2003 : Le plus beau voyage de mes chansons - De 1959 à 1972 (11 chansons réenregistrées)
- 2008 : Pour la suite du monde
- 2012 : 50 ans plus loin
- 2016 : D'amour et de tendresse
- 2018 : 80 ans et 60 ans de chansons
- 2020 : Aux enfants de demain (l'ultime Gauthier)

Principales compilations
- 1975 : Les grands succès de Claude Gauthier (1965-1975, double 33 T rééd. 2001 en 1 CD)
- 1975 : Album souvenir (1966-1974, rééd. CD avec 7 inédits de 1970)
- 1993 : Québec Love (1961-1975)

Titres isolés
- 1993 : 3 titres (dont 1 avec Renée Claude) sur CD collectif Sainte nuit
- 2000 : 3 titres sur CD collectif Le 08-08-08 à 8 H 08 - Spectacle en hommage à Félix Leclerc
- 2006 : Titre J'aimerais bien qu'on te chante (avec Renée Claude et Pierre Létourneau) sur CD Heures de pointe de Pierre Létourneau

## Récompenses (comme auteur-compositeur-interprète)
- 1992 : Médaille Jacques-Blanchet
- 2006 : Prix Sylvain-Lelièvre
- 2017 : Prix Hommage Québecor de la chanson (pour l'ensemble de sa carrière)

## Distinctions
- Médaille de l'Assemblée nationale, 2009[3]
- Médaille d'honneur de l'Assemblée nationale, 2015[4]